# Ctenomys perrensi
Ctenomys perrensi је врста глодара (Rodentia) из породице туко-тукоа (Ctenomyidae).

## Распрострањење
Ареал врсте је ограничен на једну државу. Аргентина је једино познато природно станиште врсте.

## Угроженост
Ова врста је наведена као последња брига, јер има широко распрострањење и честа је врста.